# Limós
Nella mitologia greca, Limós  (λιμός; Fame) è la raffigurazione della carestia; si tratta della figlia di Eris. Di lei parla Virgilio, indicandola come cattiva consigliera, al fianco di tanti compagne sue pari, un essere mostruoso.

## Il mito
La sua dimora viene rivelata da Ovidio: nella Scizia, nella parte più remota e gelata del mondo conosciuto dai Greci e dai Romani.  A lei fanno compagnia secondo l'autore Gelo, Brivido e Pallore. La sua pelle è quella di una vecchia, rinsecchita, gli occhi appaiono infossati, i suoi capelli sono ispidi. Una volta operò per volere della dea Cerere, in quell'occasione ai danni di Erisittone: il suo tocco lo portò ad avere una fame che non veniva mai saziata..